# Genbank
En genbank er en database over nukleotidsekvenser (DNA, RNA, samt evt. de aminosyresekvenser DNA/RNA-sekvensen svarer til).
En af de største genbanker hedder GenBank og er en del af National Center for Biotechnology Information (NCBI). NCBI er et kæmpe projekt, hvor man har samlet en masse databaser/programmer inden for feltet life science (svarer ca. til biologi og medicin).
To andre vigtige nukleotid sekvensdatabaser er: DNA DataBank of Japan (DDBJ), og the European Molecular Biology Laboratory (EMBL). De indgår sammen med GenBank i sammenslutningen, the International Nucleotide Sequence Database Collaboration.